# Vorrei spiegarvi, oh Dio !

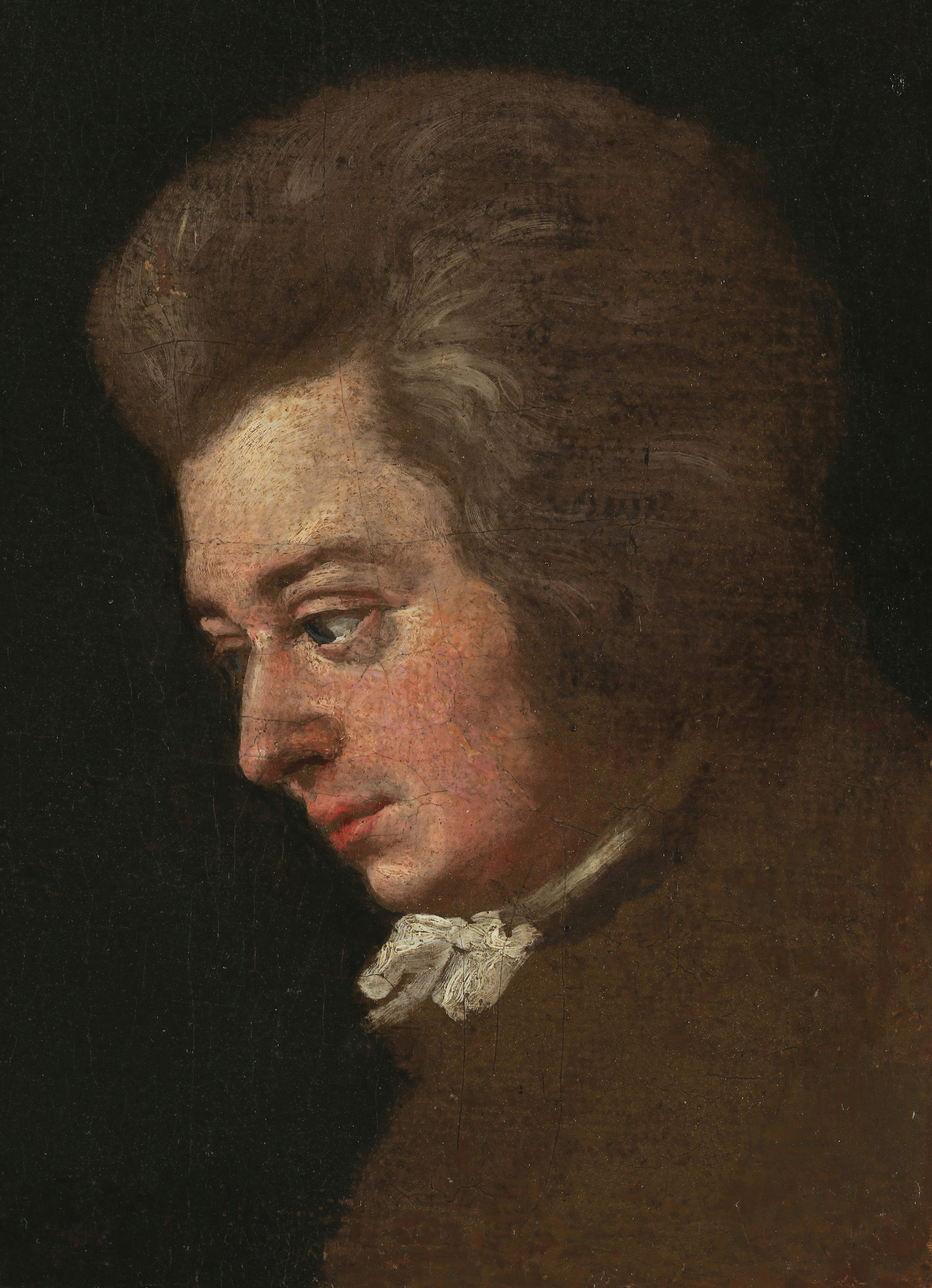
Wolfgang Amadeus Mozart

Vorrei spiegarvi, oh Dio ! (K. 418) est un air pour soprano et orchestre que Wolfgang Amadeus Mozart a écrit pour Aloysia Weber pour l'opéra Il curioso indiscreto de Pasquale Anfossi. Il a été chanté pour la première fois au Burgtheater  à Vienne le 30 juin 1783. Mozart a aussi composé pour cet opéra une autre aria, No, che non sei capace (acte I, scène 7) (K. 419) devant être chanté par Aloysia Weber et Per pietà, non ricercate (acte II, scène 4) (K. 420) devant être chanté par le ténor Johann Valentin Adamberger. En fait ce dernier aria n'a pas été chanté lors de cette représentation.

## Texte
Le texte de l'aria est peut-être de Giovanni Bertati, ou peut-être de Giuseppe Petrosellini.
L'air est inséré à la fin de l'acte I, scène 6, où le Marquis Calandro veut tester la fidélité de Clorinda sa fiancée - on retrouvera six ans et demi plus tard, en 1790, ce thème dans l'opéra Così fan tutte de Mozart. Calandro persuade son ami, le comte di Ripaverde, de faire la cour à Clorinda. À la deuxième tentative, Clorinda commence à hésiter et fait une confession voilée de son amour pour le comte. Mais sous l'effet d'émotions contradictoires et de sa jalousie envers la fiancée du Comte, Emilia, elle repousse le comte.
| Texte italien original | Traduction française |
| --- | --- |
| Vorrei spiegarvi, oh Dio ! Qual è l'affanno mio; Ma mi condanna il fato A piangere e tacer. Arder non può il mio core Per chi vorrebbe amore E fa che cruda io sembri, Un barbaro dover. Ah conte, partite, Correte, fuggite Lontano da me; La vostra diletta Emilia v'aspetta, Languir non la fate, È degna d'amor. Ah stelle spietate ! Nemiche mi siete. Mi perdo s'ei resta. Partite, correte, D'amor non parlate, È vostro il suo cor. | Laissez-moi vous expliquer, oh mon Dieu, Quel est mon chagrin ! Mais le destin m'a condamné à pleurer et rester silencieuse. Mon cœur ne peut pas brûler Pour celui qu'il voudrait aimer et un devoir barbare fait que j'ai l'air cruelle. Ah, comte, partez, Courez, fuyez Loin de moi. Votre bien-aimée Emilia vous attend, Ne la laisse pas languir, Elle est digne d'amour. Ah, étoiles impitoyables ! vous m'êtes hostiles. Je suis perdue s'il reste. Partez, courez, Ne parlez pas d'amour, Son cœur est à vous. |

## Musique
L'aria est écrit pour 2 hautbois, 2 bassons, 2 cors (un cor en ré et un cor en la), et les cordes.
L'aria est dans la tonalité de la majeur. Il est marqué Adagio puis Allegro (mesure 82), à  puis  à  et comporte 151 mesures. La durée d'interprétation est d'environ 7 minutes.